# Ocoelophora festa
Ocoelophora festa là một loài bướm đêm trong họ Geometridae.